# Шеффилд, Эдмунд, 2-й герцог Бекингем и Норманби
Эдмунд Шеффилд, 2-й герцог Бекингем и Норманби (англ. Edmund Sheffield, 2nd Duke of Buckingham and Normanb; 11 января 1716 — 30 октября 1735, Рим) — британский аристократ, герцог Бекингем и Норманби (1716—1735).

## Биография
Эдмунд Шеффилд был младшим из трёх сыновей в семье Джона Шеффилда, 1-го герцога Бекингем и Норманби и его супруги Кэтрин Шеффилд, внебрачной дочери короля Якова II от его любовницы Кэтрин Седли, графини Дорчестер. После рождения и при жизни отца носил титул маркиз Норманби.
В 1721 году в возрасте 5 лет после смерти отца Эдмунд унаследовал титул герцога Бекингем и Норманби.
В 1732 году был принят в список студентов Куинз-колледжа, одного из колледжей Оксфордского университета. Затем Эдмунд отправился в Гран-тур по европейским странам и остановился в Риме, в котором 30 октября 1735 года скончался от туберкулёза в возрасте 19 лет. Поскольку он не был женат и не имел сыновей, после его смерти герцогский титул прекратил существование и перешёл в собственность короны, а семейные владения унаследовал его старший брат, незаконнорожденный сын его отца Чарльз Герберт Шеффилд.